# Мартос, Борис Николаевич
Бори́с Никола́евич Ма́ртос (укр. Борис Миколайович Мартос; 20 мая 1879, Градижск Полтавской губернии — 19 октября 1977, Юнион, Нью-Джерси, США) — украинский кооператор, политический деятель и экономист. Председатель Совета министров Директории УНР в апреле — августе 1919.

## Образование и общественная деятельность
Выходец из старинного казацкого рода Мартосов. Окончил классическую гимназию в городе Лубны (ныне Полтавской области). Поступил на математическое отделение физико-математического факультета Харьковского университета. С 1899 участвовал в деятельности нелегальной Украинской студенческой громады Харькова, в 1900 был делегатом Первого Украинского студенческого конгресса, проходившего в Галиции. В этот же период познакомился с Симоном Петлюрой. В 1901 был арестован за участие в студенческой демонстрации и выслан на два года из Харькова под надзор полиции. Жил в Полтаве, где продолжал участвовать в украинском национальном движении, занимался пропагандой среди крестьян. В 1901 был участником подпольной конференции Украинских студенческих громад в Полтаве.
В 1903 вернулся в Харьков, где вновь активно участвовал в деятельности Украинской студенческой громады. Полгода находился в заключении за членство в Революционной Украинской Партии (РУП) и участие в транспортировке шрифтов для нелегальной типографии, дважды объявлял голодовку. После освобождения вступил в созданную на основе РУП Украинскую социал-демократическую рабочую партию (УСДРП), участвовал в разработке её программы и в агитационной деятельности. Параллельно давал частные уроки и выступал с лекциями, что давало ему средства для жизни. В 1908 окончил физико-математический факультет Харьковского университета.
Недолго преподавал математику в женской гимназии и на различных курсах, однако власти запретили ему заниматься педагогической деятельностью. Переехав на Волынь, в 1909—1911 работал в Житомире старшим инструктором кооперации. В 1910 находился на практике в Волжско-Камском банке в Киеве. В 1911—1913 руководил финансовым отделом Управления Черноморско-Кубанской железной дороги, входил в дирекцию Кубанского кооперативного банка (1913), при этом преподавал украинский язык и литературу в нелегальном кружке школьников. В 1913—1917 — инспектор кооперации в Полтавском губернском земстве.

## Государственный деятель
После Февральской революции 1917 стал одним из ведущих деятелей УСДРП, 21-22 мая руководил работой Украинского национального съезда Полтавской губернии. В июне 1917 вошёл в состав Центральной рады и Малой рады. С 15 июля по август 1917 — генеральный секретарь по земельным делам, затем товарищ генерального секретаря по земельным делам. Один из авторов проекта Земельного закона. Был одним из организаторов Украинского центрального кооперативного комитета (Коопцентра), с 1918 — председатель правления Коопцентра. Был одним из организаторов Киевского кооперативного института, в котором читал лекции. Был членом наблюдательных советов «Днепросоюза» и Украинбанка, входил в состав редколлегии журнала «Українська кооперація».
В декабре 1918 — январе 1919 и в феврале 1919 — мае 1920 был министром финансов УНР в правительствах Владимира Чеховского, Сергея Остапенко, Исаака Мазепы. Кроме того, сохранил этот пост в правительстве, которое сам возглавлял.

### Председатель Совета министров
Был назначен председателем Совета министров УНР 9 апреля 1919 по инициативе Симона Петлюры и под давлением левых украинских партий, недовольных политикой правительства Остапенко. В свою очередь, приход к власти левого премьера вызвал недовольство правоцентристских политических сил и способствовал попытке государственного переворота, предпринятой командующим войсками УНР на Волыни Владимиром Оскилко. Выступление Оскилко было быстро подавлено, но крайне негативно сказалось на положении украинской армии на фронте. Во время этого выступления Мартос был арестован офицерами, подчинёнными Оскилко, но затем освобождён сторонниками Петлюры. Во время ареста решительно отказался признавать законность переворота, обвинив его участников в сговоре с большевиками.
В мае 1919 правительство Мартоса под давлением польских войск и Красной армии было вынуждено переехать из Ровно в Галицию. Попытки правительства Мартоса активизировать проведение аграрной реформы вновь вызвало неприятие со стороны правых сил, обвинявших премьера в проведении «социалистических экспериментов». Кроме того, у правительства сложились напряжённые отношения с руководством Западно-Украинской народной республики (ЗУНР), существовавшей на территории Галиции. В начале июля 1919 столицей УНР временно стал Каменец-Подольский, куда переехало и правительство Мартоса. Продолжавшиеся разногласия с лидером ЗУНР Евгением Петрушевичем, препятствовавшие объединению сил двух украинских республик, привели к правительственному кризису и отставке Мартоса (27 августа) под давлением галицийской стороны. Официально эта отставка была объяснена его переутомлением. Во главе правительства его сменил Исаак Мазепа.

## Эмигрант
После ухода с поста министра финансов в 1920, Мартос жил в Германии, а с 1921 — в Чехословакии, где был членом, а затем директором Украинского общественного комитета в Праге. Основал кооперативные курсы, которые в 1922 были преобразованы в Институт сельскохозяйственной кооперации, на базе которого была создана Украинская хозяйственная академия в Подебрадах. С 1922 — доцент, руководил кафедрами теории кооперации и потребительской кооперации, с 1924 — профессор, в 1923—1925 — декан экономико-кооперативного отдела. Автор трудов «Теорія кооперації» (1924) «Кооперативна ревізія» (1927) и статей по вопросам кооперации, публиковавшихся в украинских (эмигрантских) чешских, французских профессиональных изданиях. Руководил Товариществом украинских кооператоров, редактировал «Кооперативний альманах». После закрытия экономической академии был одним из организаторов Украинского технико-экономического института. Участвовал в деятельности Украинского экономического товарищества, Украинской научной ассоциации, Масариковой академии труда в Праге, международного Института кооперативных исследований в Париже. Руководил кооперативным семинаром при Центральном союзе чехословацких кооперативов.
С 1945 жил в Мюнхене, где был одним из основателей и ректором (1945—1949) Украинской экономической высшей школы, стал доктором наук honoris causa. В 1948 был избран действительным членом Украинской вольной академии наук (УВАН) и Научного товарищества имени Шевченко (НТШ). Был заместителем главы УВАН, директором Института по исследованию вопросов Востока Европы. В 1946—1949 — член Переселенческой комиссии и Главного переселенческого совета при Центральном представительстве украинской эмиграции в Германии.
С 1951 жил в Швейцарии. В 1954—1957 был одним из основателей Института изучения истории и культуры СССР, возглавлял его научный совет и издательскую коллегию совета.
В 1958 переехал в США, преподавал в Украинском техническом институте в Нью-Йорке, на курсах кооперации и украиноведения, учил детей украинскому языку в приходской школе. Неоднократно выступал с научными докладами в УВАН и НТШ. С 1966 руководил инициативным комитетом по отмечанию 50-летия восстановления украинской государственности.
Соавтор книги «Гроші Української держави» (1972). Автор работ по украинской истории XX века: «Завоювання України більшовиками» (1954); «Оскілко й Болбочан. Спогади» (1958); «Як відновлено Українську державу» (1968); «Перші кроки Центральної Ради» (1973) и др.
Похоронен на украинском кладбище в Саут-Баунд-Бруке (США).

## Память о Мартосе
21 сентября 2007 в Полтаве перед зданием Полтавского университета экономики и торговли открыт памятник Мартосу. В 2009 Национальный банк Украины выпустил монету номиналом в 2 гривны с его портретом.

## Факты
- Является одним из самых долгоживущих руководителей глав государств и правительств в мире.
- Самый долгоживущий премьер-министр Украины.
- Самый долгоживущий глава правительства и государства, родившийся в Российской империи и СССР.